# 橫濱關帝廟

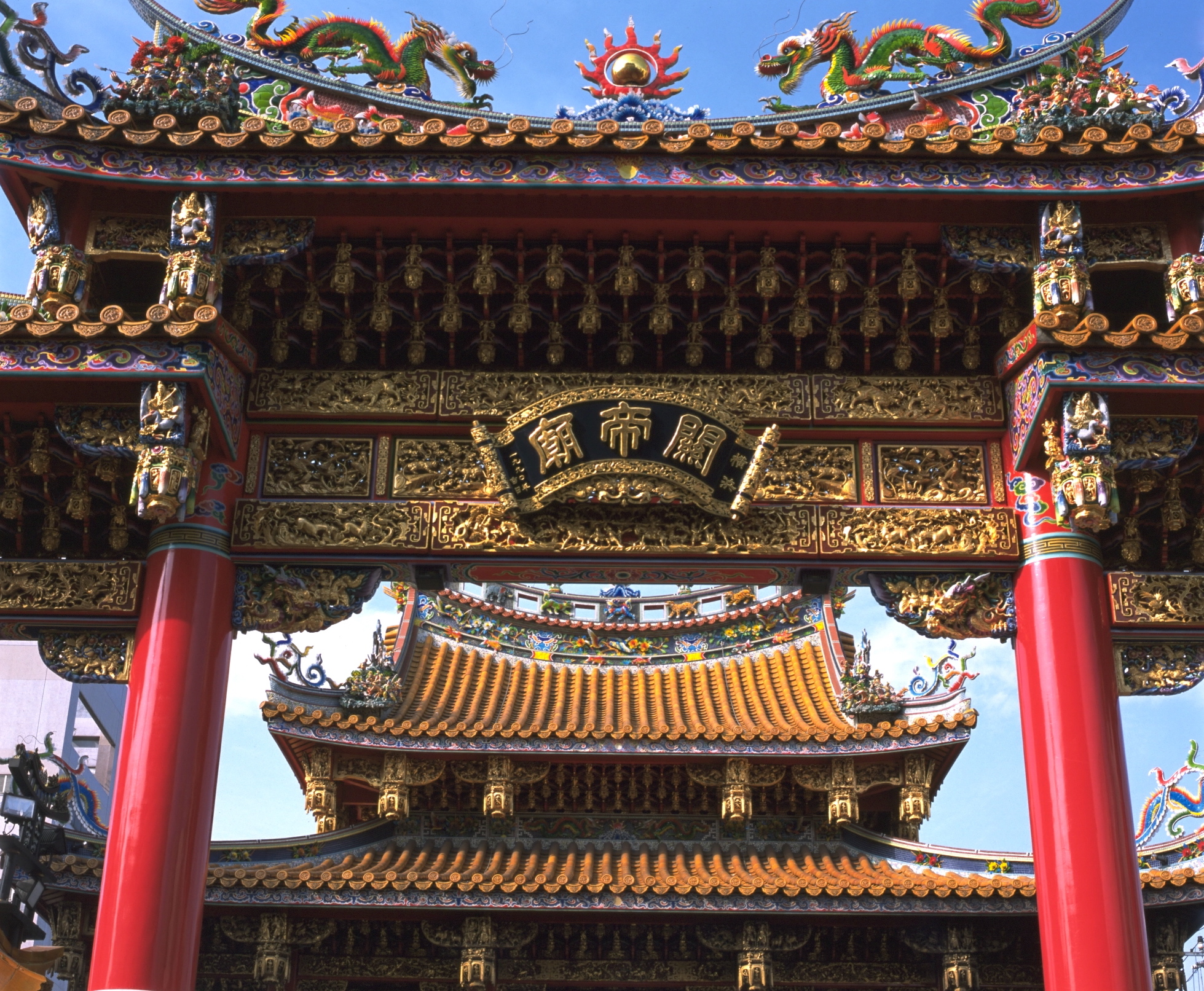
橫濱關帝廟正面

橫濱關帝廟（日语：横浜関帝廟、よこはまかんていびょう）是位於日本神奈川縣橫濱市中區橫濱中華街的一座關帝廟。1862年時，橫濱中華街就已有一座小型祭祀關聖帝君木像的祠堂。1871年，關帝廟開始動工，並在1886年擴建，1891年改建。第一代關帝廟毀於1923年的關東大地震。第二代關帝廟則毀於1945年6月的空襲。第三代關帝廟毀於1986年的火災。現在的關帝廟是第四代關帝廟，在1990年8月14日舉辦了開廟式。

## 外部連結
35°26′32″N 139°38′39″E / 35.442282°N 139.6441905°E
- 官方網站 （页面存档备份，存于）